# Llista d'espècies de tetrablèmmids
Llista d'espècies de tetrablèmmids, una família d'aranyes araneomorfes descrita per descrita per Octavius Pickard-Cambridge el 1873. Conté la informació recollida fins al 28 de març de 2006 i hi ha citats 29 gèneres i 126 espècies. La major part es troben al sud d'Àsia; unes quantes són pròpies de l'Àfrica Central, Amèrica Central i la part septentrional d'Amèrica del Sud.

## Gèneres i espècies

### Ablemma
Ablemma Roewer, 1963
- Ablemma aiyura Shear, 1978 (Nova Guinea)
- Ablemma baso Roewer, 1963 (Sumatra)
- Ablemma berryi Shear,
- Ablemma lempake Lehtinen, 1981 (Borneo)
- Ablemma makiling Lehtinen, 1981 (Filipines)
- Ablemma merotai Lehtinen, 1981 (Borneo)
- Ablemma pugnax (Brignoli, 1973) (Nova Guinea, Illes Solomon)
- Ablemma rarosae Lehtinen, 1981 (Filipines)
- Ablemma ruohomaekii Lehtinen, 1981 (Tailàndia)
- Ablemma samarinda Lehtinen, 1981 (Borneo)
- Ablemma sedgwicki Shear, 1978 (Borneo)
- Ablemma shimojanai (Komatsu, 1968) (Illes Ryukyu)
- Ablemma singalang Lehtinen, 1981 (Sumatra)
- Ablemma sternofoveatum Lehtinen, 1981 (Borneo)
- Ablemma syahdani Lehtinen, 1981 (Borneo)

### Afroblemma
Afroblemma Lehtinen, 1981
- Afroblemma thorelli (Brignoli, 1974) (Angola, Tanzània)
  - Afroblemma thorelli maniema Lehtinen, 1981 (Congo)

### Anansia
Anansia Lehtinen, 1981
- Anansia astaroth (Brignoli, 1974) (Angola)

### Bacillemma
Bacillemma Deeleman-Reinhold, 1993
- Bacillemma leclerci Deeleman-Reinhold, 1993 (Tailàndia)

### Borneomma
Borneomma Deeleman-Reinhold, 1980
- Borneomma roberti Deeleman-Reinhold, 1980 (Borneo)
- Borneomma yuata Lehtinen, 1981 (Borneo)

### Brignoliella
Brignoliella Shear, 1978
- Brignoliella acuminata (Simon, 1889) (Nova Caledònia)
- Brignoliella beattyi Shear, 1978 (Illes Carolines)
- Brignoliella besuchetiana Bourne, 1980 (Índia)
- Brignoliella bicornis (Simon, 1893) (Filipines)
- Brignoliella carmen Lehtinen, 1981 (Filipines)
- Brignoliella dankobiensis Bourne, 1980 (Nova Irlanda)
- Brignoliella delphina Deeleman-Reinhold, 1980 (Nova Guinea)
- Brignoliella klabati Lehtinen, 1981 (Sulawesi)
- Brignoliella leletina Bourne, 1980 (Nova Irlanda)
- Brignoliella maros Lehtinen, 1981 (Sulawesi)
- Brignoliella martensi (Brignoli, 1972) (Nepal)
- Brignoliella massai Lehtinen, 1981 (Sulawesi)
- Brignoliella michaeli Lehtinen, 1981 (Malàisia)
- Brignoliella quadricornis (Roewer, 1963) (Illes Carolines)
- Brignoliella ratnapura Shear, 1988 (Sri Lanka)
- Brignoliella sarawak Shear, 1978 (Borneo)
- Brignoliella scrobiculata (Simon, 1893) (Sri Lanka)
- Brignoliella trifida Lehtinen, 1981 (Borneo)
- Brignoliella vitiensis Lehtinen, 1981 (Fiji)
- Brignoliella vulgaris Lehtinen, 1981 (Borneo)

### Caraimatta
Caraimatta Lehtinen, 1981
- Caraimatta blandini Lehtinen, 1981 (Mèxic)
- Caraimatta cambridgei (Bryant, 1940) (Cuba, Jamaica, Mèxic fins a Panamà)
- Caraimatta sbordonii (Brignoli, 1972) (Mèxic, Guatemala)

### Choiroblemma
Choiroblemma Bourne, 1980
- Choiroblemma bengalense Bourne, 1980 (Índia)
- Choiroblemma rhinoxunum Bourne, 1980 (Índia)

### Cuangoblemma
Cuangoblemma Brignoli, 1974
- Cuangoblemma maTxadoi Brignoli, 1974 (Angola)

### Fallablemma
Fallablemma Shear, 1978
- Fallablemma castaneum (Marples, 1955) (Samoa)
- Fallablemma greenei Lehtinen, 1981 (Sulawesi)

### Gunasekara
Gunasekara Lehtinen, 1981
- Gunasekara ramboda Lehtinen, 1981 (Sri Lanka)

### Hexablemma
Hexablemma Berland, 1920
- Hexablemma cataphractum Berland, 1920 (Kenya)

### Indicoblemma
Indicoblemma Bourne, 1980
- Indicoblemma lannaianum Burger, 2005 (Tailàndia)
- Indicoblemma monticola (Lehtinen, 1981) (Tailàndia)
- Indicoblemma sheari Bourne, 1980 (Índia)

### Lamania
Lamania Lehtinen, 1981
- Lamania bernhardi (Deeleman-Reinhold, 1980) (Borneo)
- Lamania gracilis Schwendinger, 1989 (Bali)
- Lamania inornata (Deeleman-Reinhold, 1980) (Borneo)
- Lamania kraui (Shear, 1978) (Malàisia)
- Lamania nirmala Lehtinen, 1981 (Borneo)
- Lamania sheari (Brignoli, 1980) (Sulawesi)

### Maijana
Maijana Lehtinen, 1981
- Maijana rackae Lehtinen, 1981 (Java)

### Mariblemma
Mariblemma Lehtinen, 1981
- Mariblemma pandani (Brignoli, 1978) (Seychelles)

### Matta
Matta Crosby, 1934
- Matta angelomaTxadoi Brescovit, 2005 (Brasil)
- Matta hambletoni Crosby, 1934 (Brasil)
- Matta mckenziei Shear, 1978 (Mèxic)

### Micromatta
Micromatta Lehtinen, 1981
- Micromatta atoma (Shear, 1978) (Belize)

### Monoblemma
Monoblemma Gertsch, 1941
- Monoblemma becki Brignoli, 1978 (Brasil)
- Monoblemma muchmorei Shear, 1978 (Illes Verges, Colòmbia)
- Monoblemma unicum Gertsch, 1941 (Panamà)

### Paculla
Paculla Simon, 1887
- Paculla cameronensis Shear, 1978 (Malàisia)
- Paculla granulosa (Thorell, 1881) (Nova Guinea)
- Paculla mului Bourne, 1981 (Borneo)
- Paculla negara Shear, 1978 (Malàisia)
- Paculla sulaimani Lehtinen, 1981 (Malàisia)
- Paculla wanlessi Bourne, 1981 (Borneo)

### Pahanga
Pahanga Shear, 1979
- Pahanga centenialis Lehtinen, 1981 (Malàisia)
- Pahanga diyaluma Lehtinen, 1981 (Sri Lanka)
- Pahanga dura Shear, 1979 (Malàisia)
- Pahanga lilisari Lehtinen, 1981 (Sumatra)

### Perania
Perania Thorell, 1890
- Perania armata (Thorell, 1890) (Sumatra)
- Perania birmanica (Thorell, 1898) (Myanmar)
- Perania cerastes Schwendinger, 1994 (Malàisia)
- Perania coryne Schwendinger, 1994 (Malàisia)
- Perania nasicornis Schwendinger, 1994 (Tailàndia)
- Perania nasuta Schwendinger, 1989 (Tailàndia)
- Perania nigra (Thorell, 1890) (Sumatra)
- Perania picea (Thorell, 1890) (Sumatra)
- Perania robusta Schwendinger, 1989 (Tailàndia)
- Perania siamensis Schwendinger, 1994 (Tailàndia)

### Rhinoblemma
Rhinoblemma Lehtinen, 1981
- Rhinoblemma unicorne (Roewer, 1963) (Illes Carolines)

### Sabahya
Sabahya Deeleman-Reinhold, 1980
- Sabahya bispinosa Deeleman-Reinhold, 1980 (Borneo)
- Sabahya kinabaluana Deeleman-Reinhold, 1980 (Borneo)

### Shearella
Shearella Lehtinen, 1981
- Shearella browni (Shear, 1978) (Madagascar)
- Shearella lilawati Lehtinen, 1981 (Sri Lanka)
- Shearella selvarani Lehtinen, 1981 (Sri Lanka)

### Singalangia
Singalangia Lehtinen, 1981
- Singalangia sternalis Lehtinen, 1981 (Sumatra)

### Singapurmma
Singapurmma Shear, 1978
- Singapurmma adjacens Lehtinen, 1981 (Vietnam)
- Singapurmma halongense Lehtinen, 1981 (Vietnam)
- Singapurmma singulare Shear, 1978 (Singapur)

### Sulaimania
Sulaimania Lehtinen, 1981
- Sulaimania vigelandi Lehtinen, 1981 (Malàisia)

### Tetrablemma
Tetrablemma O. P.-Cambridge, 1873
- Tetrablemma alterum Roewer, 1963 (Micronèsia)
- Tetrablemma benoiti (Brignoli, 1978) (Seychelles)
- Tetrablemma brignolii Lehtinen, 1981 (Índia)
- Tetrablemma deccanense (Tikader, 1976) (Índia)
- Tetrablemma extorre Shear, 1978 (Trinidad)
- Tetrablemma helenense Benoit, 1977 (Santa Helena)
- Tetrablemma loebli Bourne, 1980 (Índia)
- Tetrablemma manggarai Lehtinen, 1981 (Flores)
- Tetrablemma marawula Lehtinen, 1981 (Sulawesi)
- Tetrablemma mardionoi Lehtinen, 1981 (Sumatra)
- Tetrablemma medioculatum O. P.-Cambridge, 1873 (Sri Lanka)
  - Tetrablemma medioculatum cochinense Lehtinen, 1981 (Índia)
  - Tetrablemma medioculatum gangeticum Lehtinen, 1981 (Índia)
- Tetrablemma okei Butler, 1932 (Victòria)
- Tetrablemma phulchoki Lehtinen, 1981 (Nepal)
- Tetrablemma rhinoceros (Brignoli, 1974) (Angola)
- Tetrablemma samoense Marples, 1964 (Samoa)
- Tetrablemma viduum (Brignoli, 1974) (Angola)
- Tetrablemma vietnamense Lehtinen, 1981 (Vietnam)